# Asterix

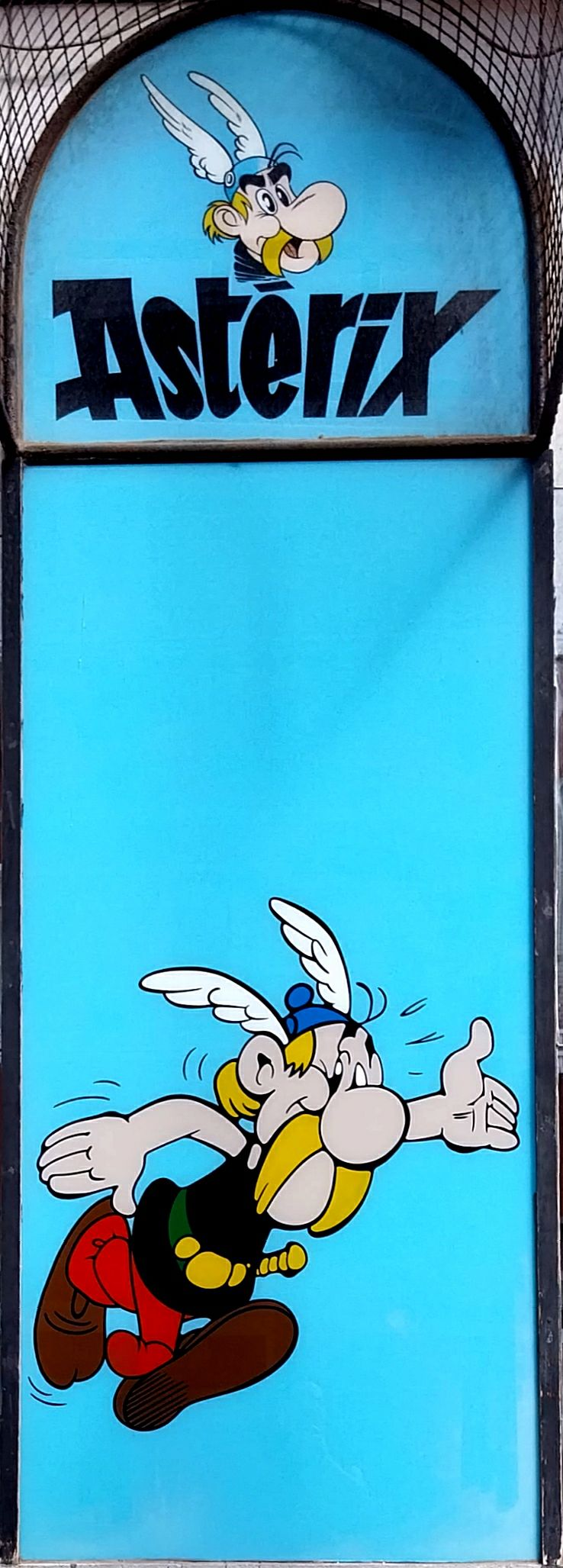
Asterix

Asterix (též Asterixova dobrodružství, ve francouzském originále Astérix nebo Astérix le Gaulois) je francouzská komiksová série, která začala vycházet v roce 1959. Jejími původními autory jsou scenárista René Goscinny a kreslíř Albert Uderzo. Po Goscinnyho smrti v roce 1977 se Uderzo stal také scenáristou, a tedy jediným autorem nových příběhů. V letech 2011 a 2012 převzali po Uderzovi sérii scenárista Jean-Yves Ferri a kreslíř Didier Conrad. Roku 2022 nahradil Ferriho na pozici scenáristy Fabcaro. Od roku 1959 vzniklo celkem 40 číslovaných komiksových alb o Asterixovi, přeložena byla do 111 jazyků.

## Historie
Předtím než vytvořili Asterixova dobrodružství, slavili autoři Goscinny a Uderzo úspěch se svou sérií Umpa-pa, která byla publikována v belgickém časopise Tintin. Asterix původně vycházel na pokračování ve francouzském komiksovém časopise Pilote, poprvé vyšel v prvním čísle časopisu 29. října 1959. V roce 1961 bylo vydáno první komiksové album pod názvem Asterix z Galie, které obsahuje příběh vydaný na pokračování v Pilote mezi říjnem 1959 a červencem 1960. Po tomto prvním vydání byly publikovány další knihy obvykle v intervalu jednoho roku.
Uderzovy první náčrtky zobrazovaly Asterixe v duchu tradiční představy Gala jako obrovitého a silného bojovníka, ale Goscinny měl o této postavě jinou představu. Viděl Asterixe jako malého mazaného bojovníka, který bude upřednostňovat chytrost před hrubou silou. Uderzo se ovšem domníval, že by hrdinu malé postavy měl doplnit silný, ale zato méně bystrý druh. Goscinny souhlasil, a tak se zrodil Obelix. Navzdory vzrůstající popularitě Asterixe u čtenářů, Pilote přišel o finanční podporu. Vedení časopisu pak bylo převzato Georgesem Dargaudem.
Když René Goscinny v roce 1977 zemřel, Uderzo sám pokračoval v tvorbě série na úpěnlivou prosbu čtenářů, kteří chtěli vidět další díly. Série pokračovala, ale s většími časovými rozestupy mezi jednotlivými díly. Většina kritiků a fanoušků série však dávala přednost albům, která byla vytvořena společně s Goscinnym. Uderzo založil své vlastní nakladatelství Les Editions, které od doby svého vzniku vydávalo všechna alba, jež sám napsal a nakreslil. Původní vydavatel série Dargaud si ponechal vlastnická práva pro prvních 24 alb vytvořených oběma autory. V roce 1990 se rodiny Goscinnyho a Uderza rozhodly žalovat Dargauda za účelem převzetí práv na tato alba. Vleklý spor se dočkal verdiktu v roce 1998, kdy Dargaud přišel o právo publikovat a prodávat tato alba. Jejich práva pak Uderzo prodal nakladatelství Hachette. Práva nových alb, těch, která vytvořil sám, si Uderzo ponechal. Vlastní tak 40 % práv společně se svou dcerou Sylvií (20 %) a s dcerou René Goscinnyho Anne (40 %).
V roce 2011 předal Uderzo tvorbu Asterixe novým autorům. Scénář začal psát Jean-Yves Ferri, kreslit měl Frédéric Mébarki. Ten ale po roce z projektu odstoupil a novým kreslířem se stal Didier Conrad. První album Ferriho a Conrada, Asterix u Piktů, vyšlo v roce 2013. Na konci roku 2022 vydavatel oznámil, že Ferriho na pozici scenáristy nahradil Fabcaro. Jeho první album Bílý kosatec (kreslil Conrad) bylo vydáno v roce 2023.
V roce 2021 začala vycházet odvozená komiksová série Idefix a smečka Nepoddajných (Idéfix et les Irréductibles) různých autorů, jejímiž hlavními hrdiny jsou Obelixův pes Idefix a další zvířata z galské vesnice.

## Příběh a postavy
Asterix žije okolo roku 50 př. n. l. ve smyšlené vesničce v severozápadní Galii (Armorica). Jeho nerozlučitelným přítelem je místní silák Obelix, který všechny převyšuje svou silou, kterou získal už jako malé dítě, když spadl do kotle se zázračným nápojem připraveným druidem Panoramixem. Tato vesnice je jediná, kterou si dosud nepodmanil Julius Caesar a jeho římské legie, neboť její obyvatelé dočasně získávají nadlidskou sílu pitím kouzelného lektvaru, který jim vaří Panoramix.
Většina příběhů se točí okolo snahy Římanů o dobytí vesničky, jejíž galské obyvatele se snaží různými způsoby přechytračit. Takové pokusy ale obvykle zmaří Asterix a Obelix. Druhým tématem bývají výpravy Asterixe a Obelixe, často v doprovodu dalších postav, do různých antických zemí či římských provincií, včetně Říma samotného, tyto příběhy jsou obvykle zaměřené na parodování různých evropských národů skrze jejich antické předchůdce.

### Další postavy
- Idefix – Obelixův pes
- Panoramix – druid (v překladech ze 70. let mág)
- Majestatix (v překladech ze 70. let Abraracourcix) – náčelník vesnice
- Trubadix (v překladech ze 70. let Assuranceturix) – bard
- Alfabetix – obchodník s rybami
- Automatix (též Kovomatix) – kovář
- Archaix (též Kmetix) – 93letý stařešina
- Bonemína (též Bledulína; v překladech ze 70. let Boženka) – manželka Majestatixe

## Komiksová alba
V češtině bylo prvních 24 sešitů vydáno nakladatelstvím Egmont v odlišném pořadí a s odlišným číslováním (uvedeno v závorce římskými číslicemi).
| Č. | Český název                                                    | Francouzský název                                                       | Scénář          | Kresba        | První vydání ve francouzštině na pokračování | První vydání ve francouzštině jako album | První vydání v češtině                                              |
| -- | -------------------------------------------------------------- | ----------------------------------------------------------------------- | --------------- | ------------- | -------------------------------------------- | ---------------------------------------- | ------------------------------------------------------------------- |
| 1  | Asterix z Galie (1976–77: Gal Asterix)                         | Astérix le Gaulois                                                      | René Goscinny   | Albert Uderzo | 1959–1960                                    | 1961                                     | 1976–1977 (časopis Sedmička pionýrů) 1992 (Egmont ČSFR, č. I)       |
| 2  | Asterix a zlatý srp                                            | La Serpe d'or                                                           | René Goscinny   | Albert Uderzo | 1960–1961                                    | 1962                                     | 1977–1978 (časopis Sedmička pionýrů) 1992 (Egmont ČSFR, č. II)      |
| 3  | Asterix a Gótové                                               | Astérix et les Goths                                                    | René Goscinny   | Albert Uderzo | 1961–1962                                    | 1963                                     | 1978–1979 (časopis Sedmička pionýrů) 1993 (Egmont Neografia, č. IV) |
| 4  | Asterix gladiátorem                                            | Astérix gladiateur                                                      | René Goscinny   | Albert Uderzo | 1962–1963                                    | 1964                                     | 1992 (Egmont ČSFR, č. III)                                          |
| 5  | Asterix a cesta kolem Galie                                    | Le Tour de Gaule d'Astérix                                              | René Goscinny   | Albert Uderzo | 1963                                         | 1965                                     | 1993 (Egmont Neografia, č. V)                                       |
| 6  | Asterix a Kleopatra                                            | Astérix et Cléopâtre                                                    | René Goscinny   | Albert Uderzo | 1963–1964                                    | 1965                                     | 1979–1980 (časopis Sedmička pionýrů) 1993 (Egmont ČR, č. VI)        |
| 7  | Souboj náčelníků                                               | Le Combat des chefs                                                     | René Goscinny   | Albert Uderzo | 1964–1965                                    | 1966                                     | 1999 (Egmont ČR, č. XIX)                                            |
| 8  | Asterix v Británii                                             | Astérix chez les Bretons                                                | René Goscinny   | Albert Uderzo | 1965–1966                                    | 1966                                     | 1995 (Egmont ČR, č. XI)                                             |
| 9  | Asterix a Normani                                              | Astérix et les Normands                                                 | René Goscinny   | Albert Uderzo | 1966                                         | 1967                                     | 1997 (Egmont ČR, č. XV)                                             |
| 10 | Asterix legionářem                                             | Astérix légionnaire                                                     | René Goscinny   | Albert Uderzo | 1966–1967                                    | 1967                                     | 1991–1992 (časopis Sedmička pionýrů) 1997 (Egmont ČR, č. XVI)       |
| 11 | Asterix a slavný štít                                          | Le Bouclier arverne                                                     | René Goscinny   | Albert Uderzo | 1967                                         | 1968                                     | 1996 (Egmont ČR, č. XIV)                                            |
| 12 | Asterix a olympijské hry (1977: Asterix na olympijských hrách) | Astérix aux Jeux olympiques                                             | René Goscinny   | Albert Uderzo | 1968                                         | 1968                                     | 1977 (časopis Sedmička pionýrů) 1995 (Egmont ČR, č. XII)            |
| 13 | Asterix a kotlík                                               | Astérix et le chaudron                                                  | René Goscinny   | Albert Uderzo | 1968–1969                                    | 1969                                     | 1992 (časopis Sedmička pionýrů) 1996 (Egmont ČR, č. XIII)           |
| 14 | Asterix v Hispánii                                             | Astérix en Hispanie                                                     | René Goscinny   | Albert Uderzo | 1969                                         | 1969                                     | 1999 (Egmont ČR, č. XVIII)                                          |
| 15 | Nesvár                                                         | La Zizanie                                                              | René Goscinny   | Albert Uderzo | 1970                                         | 1970                                     | 2000 (Egmont ČR, č. XX)                                             |
| 16 | Asterix v Helvetii (1990–91: Asterix u Helvétů)                | Astérix chez les Helvètes                                               | René Goscinny   | Albert Uderzo | 1970                                         | 1970                                     | 1990–1991 (časopis Sedmička pionýrů) 1994 (Egmont ČR, č. VII)       |
| 17 | Sídliště bohů                                                  | Le Domaine des dieux                                                    | René Goscinny   | Albert Uderzo | 1971                                         | 1971                                     | 2002 (Egmont ČR, č. XXII)                                           |
| 18 | Asterix a Caesarův vavřínový věnec                             | Les Lauriers de César                                                   | René Goscinny   | Albert Uderzo | 1971–1972                                    | 1972                                     | 1994 (Egmont ČR, č. VIII)                                           |
| 19 | Věštec (1979: Asterix a věštec)                                | Le Devin                                                                | René Goscinny   | Albert Uderzo | 1972                                         | 1972                                     | 1979 (časopis Sedmička pionýrů) 1994 (Egmont ČR, č. IX)             |
| 20 | Asterix na Korsice                                             | Astérix en Corse                                                        | René Goscinny   | Albert Uderzo | 1973                                         | 1973                                     | 2003 (Egmont ČR, č. XXIII)                                          |
| 21 | Dárek od Caesara                                               | Le Cadeau de César                                                      | René Goscinny   | Albert Uderzo | —                                            | 1974                                     | 1995 (Egmont ČR, č. X)                                              |
| 22 | Asterix a velká zámořská plavba                                | La Grande Traversée                                                     | René Goscinny   | Albert Uderzo | —                                            | 1975                                     | 1998 (Egmont ČR, č. XVII)                                           |
| 23 | Obelix & spol.                                                 | Obélix et Compagnie                                                     | René Goscinny   | Albert Uderzo | —                                            | 1976                                     | 2000 (Egmont ČR, č. XXI)                                            |
| 24 | Asterix u Belgů                                                | Astérix chez les Belges                                                 | René Goscinny   | Albert Uderzo | —                                            | 1979                                     | 2004 (Egmont ČR, č. XXIV)                                           |
| 25 | Velký příkop                                                   | Le Grand Fossé                                                          | Albert Uderzo   | Albert Uderzo | —                                            | 1980                                     | 2006 (Egmont ČR)                                                    |
| 26 | Asterixova odyssea (1992: Odysea)                              | L'Odyssée d'Astérix                                                     | Albert Uderzo   | Albert Uderzo | —                                            | 1981                                     | 1992 (časopis HOP) 2006 (Egmont ČR)                                 |
| 27 | Asterixův syn                                                  | Le Fils d'Astérix                                                       | Albert Uderzo   | Albert Uderzo | —                                            | 1983                                     | 2007 (Egmont ČR)                                                    |
| 28 | Asterix a Rahazáda                                             | Astérix chez Rahàzade                                                   | Albert Uderzo   | Albert Uderzo | —                                            | 1987                                     | 2006 (Egmont ČR)                                                    |
| —  | Jak Obelix spadl do druidova kotle, když byl malý              | Comment Obélix est tombé dans la marmite du druide quand il était petit | René Goscinny   | Albert Uderzo | —                                            | 1989                                     | 2009 (Egmont ČR)                                                    |
| 29 | Růže a meč                                                     | La Rose et le Glaive                                                    | Albert Uderzo   | Albert Uderzo | —                                            | 1991                                     | 2007 (Egmont ČR)                                                    |
| 30 | Obelix a Caesarova galéra                                      | La Galère d'Obélix                                                      | Albert Uderzo   | Albert Uderzo | —                                            | 1996                                     | 2007 (Egmont ČR)                                                    |
| 31 | Asterix a Latraviata                                           | Astérix et Latraviata                                                   | Albert Uderzo   | Albert Uderzo | —                                            | 2001                                     | 2007 (Egmont ČR)                                                    |
| 32 | Asterix a galský školní rok                                    | Astérix et la Rentrée gauloise                                          | René Goscinny   | Albert Uderzo | —                                            | 2003                                     | 2010 (Egmont ČR)                                                    |
| 33 | Nebe mu padá na hlavu                                          | Le ciel lui tombe sur la tête                                           | Albert Uderzo   | Albert Uderzo | —                                            | 2005                                     | 2005 (Egmont ČR)                                                    |
| 34 | Narozeniny Asterixe a Obelixe – Zlatá kniha                    | L'Anniversaire d'Astérix et Obélix – Le Livre d'or                      | René Goscinny   | Albert Uderzo | —                                            | 2009                                     | 2009 (Egmont ČR)                                                    |
| 35 | Asterix u Piktů                                                | L'Astérix chez les Pictes                                               | Jean-Yves Ferri | Didier Conrad | —                                            | 2013                                     | 2013 (Egmont ČR)                                                    |
| 36 | Caesarův papyrus                                               | Le Papyrus de César                                                     | Jean-Yves Ferri | Didier Conrad | —                                            | 2015                                     | 2015 (Egmont ČR)                                                    |
| 37 | Asterix v Itálii                                               | Astérix et la Transitalique                                             | Jean-Yves Ferri | Didier Conrad | —                                            | 2017                                     | 2018 (Egmont)                                                       |
| 38 | Vercingetorixova dcera                                         | La Fille de Vercingétorix                                               | Jean-Yves Ferri | Didier Conrad | —                                            | 2019                                     | 2020 (Egmont)                                                       |
| 39 | Asterix a gryf                                                 | Astérix et le Griffon                                                   | Jean-Yves Ferri | Didier Conrad | —                                            | 2021                                     | 2022 (Egmont)                                                       |
| 40 | Bílý kosatec                                                   | L'Iris Blanc                                                            | Fabcaro         | Didier Conrad | —                                            | 2023                                     | 2024 (Egmont)                                                       |
| 41 |                                                                | Astérix en Lusitanie                                                    | Fabcaro         | Didier Conrad | —                                            | 2025                                     |                                                                     |

### Souborná vydání v češtině
Od roku 2003 vydává české nakladatelství Egmont vázaná souborná vydání vždy čtyř sešitů. Jejich pořadí dodržuje originální posloupnost.
| Český název          | Komiksy                                                                                            | První vydání |
| -------------------- | -------------------------------------------------------------------------------------------------- | ------------ |
| Asterix I–IV         | Asterix z Galie Asterix a Zlatý srp Asterix a Gótové Asterix gladiátorem                           | 2003         |
| Asterix V–VIII       | Asterix a cesta kolem Galie Asterix a Kleopatra Souboj náčelníků Asterix v Británii                | 2004         |
| Asterix IX–XII       | Asterix a Normani Asterix legionářem Asterix a slavný štít Asterix a olympijské hry                | 2006         |
| Asterix XIII–XVI     | Asterix a kotlík Asterix v Hispánii Nesvár Asterix v Helvetii                                      | 2006         |
| Asterix XVII–XX      | Sídliště bohů Caesarův vavřínový věnec Věštec Asterix na Korsice                                   | 2013         |
| Asterix XXI–XXIV     | Dárek od Caesara Asterix a velká zámořská plavba Obelix & spol. Asterix u Belgů                    | 2013         |
| Asterix XXV–XXVIII   | Velký příkop Asterixova odyssea Asterixův syn Asterix a Rahazáda                                   | 2014         |
| Asterix XXIX–XXXII   | Růže a meč Obelix a Caesarova galéra Asterix a Latraviata Asterix a galský školní rok              | 2014         |
| Asterix XXXIII–XXXVI | Nebe mu padá na hlavu Narozeniny Asterixe a Obelixe – Zlatá kniha Asterix u Piktů Caesarův papyrus | 2017         |

### Idefix a smečka Nepoddajných
- Pas de quartier pour le latin! (2021), česky jako Žádné slitování s Římany! (Egmont, 2022)
- Les Romains se prennent une gamelle! (2022)
- Ça balance pas mal à Lutèce! (2022)
- Les Irréductibles font leur cirque (2023)
- Idéfix et le druide (2023)
- La Forêt lumière (2024)
- La Traversée de Lutèce (2024)

## Film a televize
Animované filmy
- Asterix a Galové (Astérix le Gaulois; 1967) – belgicko-francouzský animovaný film, režie Ray Goossens
- Asterix a Kleopatra (Astérix et Cléopâtre; 1968) – belgicko-francouzský animovaný film, režie René Goscinny, Lee Payant a Albert Uderzo
- Dvanáct úkolů pro Asterixe (Les Douze Travaux d'Astérix; 1976) – francouzský animovaný film, režie René Goscinny, Henri Gruel, Albert Uderzo a Pierre Watrin
- Asterix a překvapení pro Cézara (Astérix et la surprise de César; 1985) – francouzský animovaný film, režie Gaëtan Brizzi a Paul Brizzi
- Asterix v Británii (Astérix chez les Bretons; 1986) – francouzský animovaný film, režie Pino Van Lamsweerde
- Asterix a velký boj (Astérix et le coup du menhir; 1989) – německo-francouzský animovaný film, režie Philippe Grimond
- Asterix dobývá Ameriku (Astérix et les Indiens; 1994) – německý animovaný film, režie Gerhard Hahn
- Asterix a Vikingové (Astérix et les Vikings; 2006) – dánsko-francouzský animovaný film, režie Stefan Fjeldmark a Jesper Møller
- Asterix: Sídliště bohů (Astérix: Le Domaine des dieux; 2014) – francouzský animovaný film, režie Alexandre Astier a Louis Clichy
- Asterix a tajemství kouzelného lektvaru (Astérix: Le Secret de la potion magique; 2018) – francouzský animovaný film, režie Alexandre Astier a Louis Clichy

Hrané filmy
- Deux Romains en Gaule (1967) – francouzský hraný film, animovaní Asterix a Obelix pouze v cameo rolích, režie Pierre Tchernia
- Asterix a Obelix (Astérix et Obélix contre César; 1999) – německo-italsko-francouzský hraný film, režie Claude Zidi
- Asterix a Obelix: Mise Kleopatra (Astérix et Obélix : Mission Cléopâtre; 2002) – francouzský hraný film, režie Alain Chabat
- Asterix a Olympijské hry (Astérix aux Jeux Olympiques; 2008) – německo-španělsko-francouzský hraný film, režie Frédéric Forestier a Thomas Langmann
- Asterix a Obelix ve službách Jejího Veličenstva (Astérix et Obélix : Au service de sa Majesté; 2012) – francouzský hraný film, režie Laurent Tirard
- Asterix a Obelix: Říše středu (Astérix et Obélix: L'Empire du Milieu; 2023) – francouzský hraný film, režie Guillaume Canet

Animované televizní seriály
- Idefix a smečka Nepoddajných (Idéfix et les Irréductibles; 2021–2024) – francouzský animovaný seriál, 104 dílů
- Asterix a Obelix: Souboj náčelníků (Astérix & Obélix: Le Combat des Chefs; 2025) – francouzský animovaný seriál, 5 dílů